# 卜家乡
卜家乡是中国陕西省咸阳市淳化县下辖的一个乡。

## 行政区划
卜家乡下辖以下行政区：
西奉村、白庙村、东奉村、薛家村、城前头村、亮马台村、蒋家山村、西沟村、东庄村、排子村、卜家村